# Simone Loria
Simone Loria (ur. 28 października 1976 w Turynie) – włoski piłkarz występujący na pozycji środkowego obrońcy.

## Kariera klubowa
Simone Loria jest wychowankiem Juventusu. Zawodową karierę rozpoczął w 1996 w grającej w Serie C2 Olbii Calcio. Następnie występował kolejno w takich klubach jak Battipagliese, Nocerina oraz Lecco. Latem 2002 Loria przeniósł się do drugoligowego Cagliari Calcio. W sezonie 2003/2004 razem z drużyną wygrał rozgrywki Serie B i awansował do pierwszej ligi.
W Serie A zadebiutował 22 września 2004 w wygranym 2:0 spotkaniu przeciwko Sienie. Dla Cagliari Loria rozegrał łącznie 87 ligowych pojedynków, po czym w 2005 odszedł do Atalanty BC. W nowym klubie od razu wywalczył sobie miejsce w podstawowej jedenastce i po raz drugi w karierze zajął pierwsze miejsce w drugiej lidze. Sezon 2007/2008 Włoch spędził w drużynie Sieny. Zajął z nią trzynaste miejsce w Serie A, a dobra forma sprawiła, że pozyskaniem go zainteresowało się kilka innych klubów.
Ostatecznie 25 lipca Loria podpisał kontrakt z Romą. Razem z nim na Stadio Olimpico trafił Arthur Moraes, natomiast na Stadio Artemio Franchi przenieśli się Gianluca Curci i Ahmed Barusso. W sezonie 2008/2009 wychowanek Juventusu wystąpił w dziewięciu ligowych meczach, w tym sześciu w podstawowym składzie.
W lipcu 2009 został wypożyczony do Torino FC, a po sezonie wrócił do Romy.
| Lata      | Klub            | Rozgrywki | Mecze | Gole |
| --------- | --------------- | --------- | ----- | ---- |
| 1996/1997 | Olbia           | Serie C2  | 33    | 1    |
| 1997/1998 | Battipagliese   | Serie C1  | 17    | 1    |
| 1998/1999 | Battipagliese   | Serie C1  | 26    | 1    |
| 1999/2000 | Battipagliese   | Serie C2  | 1     | -    |
| 1999/2000 | Nocerina        | Serie C1  | 28    | -    |
| 2000/2001 | Lecco           | Serie C1  | 22    | 3    |
| 2001/2002 | Lecco           | Serie C1  | 30    | 3    |
| 2002/2003 | Cagliari Calcio | Serie B   | 30    | 3    |
| 2003/2004 | Cagliari Calcio | Serie B   | 37    | 7    |
| 2004/2005 | Cagliari Calcio | Serie A   | 20    | 1    |
| 2005/2006 | Atalanta BC     | Serie B   | 35    | 6    |
| 2006/2007 | Atalanta BC     | Serie A   | 28    | 5    |
| 2007/2008 | Siena           | Serie A   | 35    | 5    |
| 2008/2009 | AS Roma         | Serie A   | 9     | 1    |
| 2009/2010 | Torino FC       | Serie B   | 29    | 2    |
| 2010/2011 | AS Roma         | Serie A   | 6     | 2    |